# Коефіцієнт переходу
Коефіцієнт переходу радіонуклідів з ґрунту в рослини, або КП (англ. soil to plant transfer factor, TF) — співвідношення між концентраціями радіонуклідів у ґрунті та рослинах, що ростуть в даному ґрунті, яке є одним з найважливіших параметрів, що використовуються в радіоекологічних моделях для прогнозування вмісту радіонуклідів в сільськогосподарських рослинах.

## Коефіцієнт переходу радіонуклідів з ґрунту в рослини
Коефіцієнт переходу радіонуклідів з ґрунту в рослини (КП) розраховується як відношення питомої
активності сухої речовини рослини до щільності забруднення радіонуклідом ґрунту:
{\displaystyle {\mbox{КП}}={A_{m} \over S_{i}}{\mbox{,}}} де:
Аm – питома активність радіонукліда сухої речовини рослини, Бк/кг;

Si — щільність забруднення ґрунту певним радіонуклідом, Бк/м2.
Питома активність радіонукліда сухої речовини рослини Аm розраховується згідно формули, :
{\displaystyle A_{m}={A \over m}{\mbox{,}}} де:
A – активність радіонукліда, Бк;

m – маса зразка, кг. 
Значення щільності забруднення ґрунту певним радіонуклідом за результатами вимірювання окремої проби визначається за формулою:
{\displaystyle S_{i}={A_{i} \over S_{sa}}{\mbox{,}}} де:
Аi — активність радіонукліду в окремій пробі, Бк;

Ssa — площа відбору проби, м2.
Коефіцієнт переходу радіонуклідів з ґрунту в рослини залежить від типу та кислотності ґрунтів, вмісту в них гумусу, обмінного кальцію (Ca2+) та калію (K+), видових та сортових особливостей рослин.

## Коефіцієнт переходу та коефіцієнт накопичення
Коефіціє́нт біологі́чного накопи́чення (рос. коэффициент биологического накопления; англ. biological accumulation index) — відношення кількості накопиченої речовини (радіонуклідів, пестицидів, мікроелементів тощо), що містяться в організмі, до її вмісту в навколишньому середовищі.
Коефіцієнт накопичення радіонуклідів в рослині (Kn) обчислюється за формулою:
{\displaystyle K_{n}={AU_{t} \over AU_{i}}{\mbox{,}}} де:
AUt – питома активність радіонукліду в рослині на момент часу t (Бк · кг-1);

AUi – питома активність i-го шару ґрунту (Бк/кг-1).
Якщо вміст радіонукліду у навколишньому середовищі значно менший, ніж у біологічному об’єкті (КН > 1), то такі організми називаються накопичувачами. Коли концентрація радіонукліду у навколишньому середовищі й організмі майже однакова (КН = 1), то біологічний об’єкт є розсіювачем. Коли вміст радіонукліду у середовищі перевищує такий в організмі, то такий біологічний об’єкт називають очищувачем (КН < 1).
Таким чином, в радіоекологічних та радіобіологічних дослідженнях найчастіше застосовують два показники: 
коефіцієнт накопичення (КН) – цей термін вживається для організмів, що мешкають у глибині ґрунту,
на поверхні, у воді;

коефіцієнт переходу (КП) – застосовують також для наземних організмів чи мешканців водоймищ,
коли йдеться про міграцію радіонукліда трофічними ланцюгами.